# NGC 4803
NGC 4803 ist eine kompakte Zwerggalaxie vom Hubble-Typ E/C im Sternbild Jungfrau an der Ekliptik. Sie ist schätzungsweise 116 Millionen Lichtjahre von der Milchstraße entfernt und hat einen Durchmesser von etwa 20.000 Lichtjahren.
Im selben Himmelsareal befinden sich unter anderem die Galaxien NGC 4791, NGC 4795, PGC 44033, PGC 1343076.
Das Objekt wurde am 25. März 1865 von Albert Marth entdeckt.